# Georges Hébert
Georges Hébert (París, 27 d'abril de 1875 - † Tourgéville, 2 d'agost de 1957) va ser un instructor d'educació física francès promotor d'un nou mètode d'entrenament, el Mètode Natural d'entrenament o Hébertism, contrari a la gimnàstica sueca. Com a oficial de l'Armada Francesa abans de la Primera Guerra Mundial, Hébert va ser assignat al llogaret de St. Pierre en Martinique. El 1902 va haver una catastròfica erupció volcànica i Hébert heroicament va coordinar la fugida i rescat de prop de set-centes persones. Aquesta experiència va tenir un profund efecte en ell, i va reforçar la seua creença que l'habilitat atlètica ha de ser combinada amb coratge i altruisme. Ell va desenvolupar aquest mètode en el seu propi refrany, "Etre fort pour être utile" - "Ser fort per a ser útil." Hébert havia viatjat per tot el món i estava impressionat pel desenvolupament físic i les habilitats dels moviments dels indígenes africans i d'altres regions: Els seus cossos eren esplèndids, flexibles, exactes, hàbils, resistents i, no obstant això, no havien tingut entrenament gimnàstics sinó les seues vides en la naturalesa.